# Trichogrammatoidea cojuangcoi
Trichogrammatoidea cojuangcoi är en stekelart som beskrevs av Nagaraja 1984. Trichogrammatoidea cojuangcoi ingår i släktet Trichogrammatoidea och familjen hårstrimsteklar.
Artens utbredningsområde är Filippinerna. Inga underarter finns listade i Catalogue of Life.